# Skeiðará
Die Skeiðará ist ein relativ kurzer Gletscherfluss (ca. 30 km lang), der dem nach ihm benannten Gletscher Skeiðarárjökull im Süden Islands entspringt. Dieser liegt innerhalb des Vatnajökull-Nationalparks.

## Wichtigste Daten
Der Fluss entspringt in den vulkanischen Gletscherseen Grímsvötn und hat vom Gletschertor des Skeiðarárjökull an gemessen, einer nach ihm benannten Gletscherzunge des Vatnajökull, eine Länge von 30 km.
Die mittlere Wassermenge beträgt 200 m³/s, im Winter kann sich diese auf nur 10 m³/s reduzieren.
Trotzdem handelt es sich um einen der mächtigsten Flüsse des Landes, der auf eine Abflussmenge anschwellen kann, die – soweit bisher gemessen – mehr 20 % von der des Amazonas betragen kann.

## Gletscherläufe
Die Skeiðará war und ist Schauplatz eines Phänomens, das in Island Gletscherlauf genannt wird.
Durch vulkanische Tätigkeit unter einem Gletscher, in dem Fall des Grímsvötn-Zentralvulkans, der sich unter dem großen Gletscherschild des Vatnajökull befindet, tauen bei einem Ausbruch in kürzester Zeit ungeheure Eismengen.
Diese durchbrechen die Eisbarriere vor sich, wenn sich in den subglazialen Seen genügend Wasser angesammelt hat. Das Eis schwimmt auf dem Wasser auf und eine oft riesige Flutwelle, die aus einer Mischung von Wasser, Eis und Sedimenten besteht, ergießt sich zu Tal. Der letzte große Gletscherlauf aus dem den Grímsvötn benachbarten Gjálp strömte im Jahre 1996 über die schwarze Schwemmlandebene des Skeiðarársandurs und beschädigte dabei die Skeiðarárbrú und die Ringstraße schwer.
Monumente dieser Flut stehen noch auf dem Sander. Ein Film dokumentiert den Ablauf und ist im Nationalparkzentrum Skaftafell zu sehen.
2004 fand das bisher letzte solche Ereignis statt. Es erreichte jedoch bei Weitem nicht die Ausmaße seines Vorläufers.
Zu Beginn des November 2010 konnten Anzeichen eines neuerlichen Gletscherlaufes auf dem Sandur festgestellt werden. In der Nacht zum 1. November beschädigte ein kleiner Eisberg eine Stromlinie ziemlich stark, so dass in Kirkjubæjarklaustur der Strom ausfiel. Gleichzeitig erschütterte ein Erdbeben den Berg Grímsfjall, der Teil der Grímsvötn-Caldera ist.
Es stellte sich in der Folge heraus, dass dies offenbar Vorzeichen des bevorstehenden Ausbruchs der Grímsvötn im Mai 2011 waren.

## Skeiðarársandur

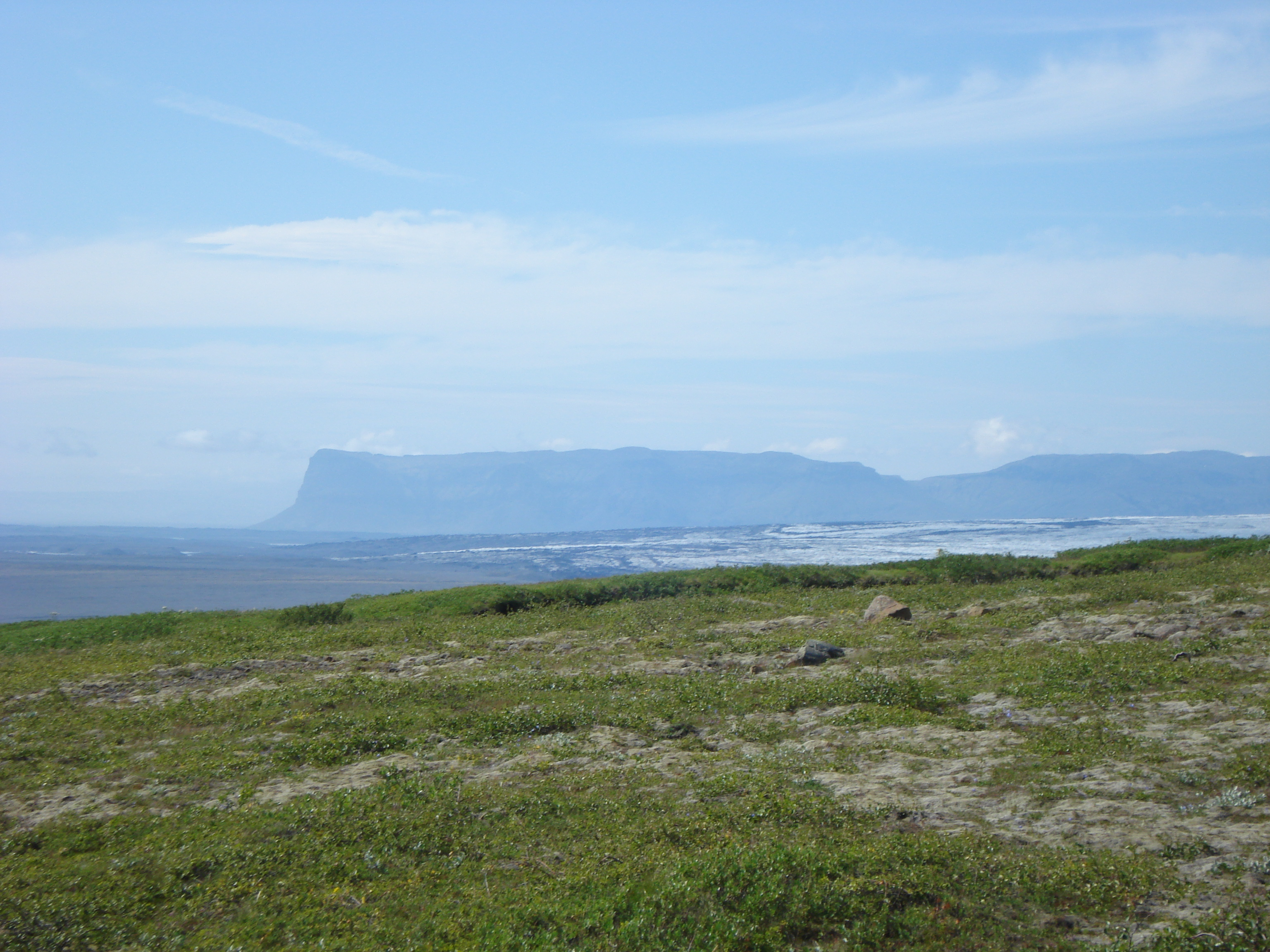
Skeiðarárjökull

Durch die zahlreichen Gletscherläufe hat die Skeiðará fruchtbares Land zerstört und einen Sander, den Skeiðarársandur gebildet. Dabei handelt es sich um eine von Bächen, Flüssen und Prielen durchzogene schwarze Sandebene, über die auf ca. 35 km die Ringstraße zwischen Kirkjubæjarklaustur und Skaftafell verläuft.
Der Grímsvötn-Vulkan ist einer der am besten überwachten Vulkane des Landes. Vorhersagen über eine Flutwelle können mit langer Vorlaufzeit getroffen werden, da der Vulkan ca. 50 km vom Sander entfernt liegt und das Gefälle nicht sehr groß ist.